# 3 juillet 1920
Le samedi 3 juillet 1920 est le 185e jour de l'année 1920.

## Naissances
- Charlotte Flemming (morte le 3 mars 1993), costumière allemande
- Eddy Paape (mort le 12 mai 2012), dessinateur belge francophone de bande dessinée
- Emilio De Rossignoli (mort le 28 décembre 1984), écrivain et journaliste italien
- Louise Allbritton (morte le 16 février 1979), actrice américaine
- Max Wilk (mort le 19 février 2011), écrivain américain
- Simone Le Port (morte le 1er juin 2009), Résistante française, déportée, militante pour la paix

## Décès
- William C. Gorgas (né le 3 octobre 1854), médecin américain, général de division

## Événements
- Fin du tournoi de Wimbledon 1920